# Kabane
Kabane (カバネ, "nome de família") era um sistema de títulos nobiliários hereditário no Japão antigo, que denotava o dever e enquadramento social de um indivíduo dentro da estrutura sócio-política japonesa, e teve origem a partir do século V perpetuando-se até finais do século VII. A Família Imperial Japonesa Yamato despontou-se com os mais poderosos membros do sistema kabane, no entanto, durante o século VI, vários líderes, principalmente aqueles que possuíam os mais altos cargos de omi e muraji, ofuscaram os governantes Yamato, e muitos destes tornaram-se nada mais do que simples figuras soberanas.
Um dos primeiros decretos da Reforma Taika, que reafirmou o domínio imperial em 645, visou a abolição do sistema Kabane. Em 684, um sistema de oito título nobiliárquicos, designado pelo imperador, foi instituído, substituindo o sistema anterior de 24 cargos. Os mais importantes desses novos títulos foram concedidos a amigos e apoiantes leais do imperador.
O emprego do sistema Kabane é provavelmente derivado do similar sistema de classificação ósseo coreano (em inglês: Bone rank system).

## Títulos

### Principais títulos antes de 684
- Omi ( 臣 ): clãs mais poderosos ,
- Muraji ( 连 ): descendentes do kami,
- Miyatsuko ( 造 ): Chefes de grupos operacionais a serviço do Tennō
- Kuni no Miyatsuko ( 国造 ): Chefes de Província
- Kimi ( 公 ): Alto funcionário
- Fubito ( 史 ): escriba
- Agatanushi ( アガタ主 ): nobreza encarregada da gestão das propriedades imperiais no distrito,
- Suguri ( 村主 ): prefeito de aldeia  [3]

### Após a Reforma Taira passaram a ser
- Mabito ( 真人 ): Parentes do Imperador (descendentes da 5 ª geração ou posterior)
- Ason ou Asomi ( 朝臣 ): Membros da Corte
- Sukune ( 宿祢 ): Famílias nobres de origem "divina"
- Imiki ( 忌寸 ): Estrangeiros
- Shi no Michi ( 道师 ): para artesãos, artistas, etc, (eram raramente concedido)
- Omi ( 臣 ):  Vassalo
- Muraji ( 连 ): Embaixador
- Inaki ( 稲置 ): o nível mais baixo (literalmente plantadores de arroz )[3]